# Park Narodowy Pacific Rim
Park Narodowy Pacific Rim (ang. Pacific Rim National Park Reserve, fr. Réserve de parc national Pacific Rim) – park narodowy położony w południowo-zachodniej części prowincji Kolumbia Brytyjska, w Kanadzie. Park został utworzony w 1970, na powierzchni 511 km², z czego 221 km² obejmuje obszar morski, a 290 km² lądowy. Park składa się z trzech oddzielnych obszarów: Long Beach, Broken Group Islands oraz West Coast Trail.

## Turystyka
- Long Beach jest najczęściej odwiedzanym miejscem w parku. Long Beach obejmuje obszar przybrzeżny ciągnący się od miejscowości Tofino do Ucluelet. Znajduje się tam wiele zróżnicowanych szlaków turystycznych.

- Broken Group Islands obejmuje ponad sto małych wysp i wysepek. Największe z nich to: Effingham, Turret, Turtle, Dodd, Jacques, Nettle and Gibraltar Island. Obszar ten jest popularny wśród kajakarzy. Dodatkowym atutem tego obszaru jest osiem kempingów.

- West Coast Trail jest to szlak turystyczny o długości 75 km ciągnący się wzdłuż wybrzeża. Został on zbudowany w celu niesienia pomocy rozbitkom. W 1970 szlak został przekształcony w The West Coast Trail.